# Maxime Dethomas
Pour les articles homonymes, voir Dethomas.
Maxime Dethomas né à Garges le 13 octobre 1867 et mort à Paris le 21 janvier 1929 est un dessinateur, peintre, graveur et décorateur français.

## Biographie

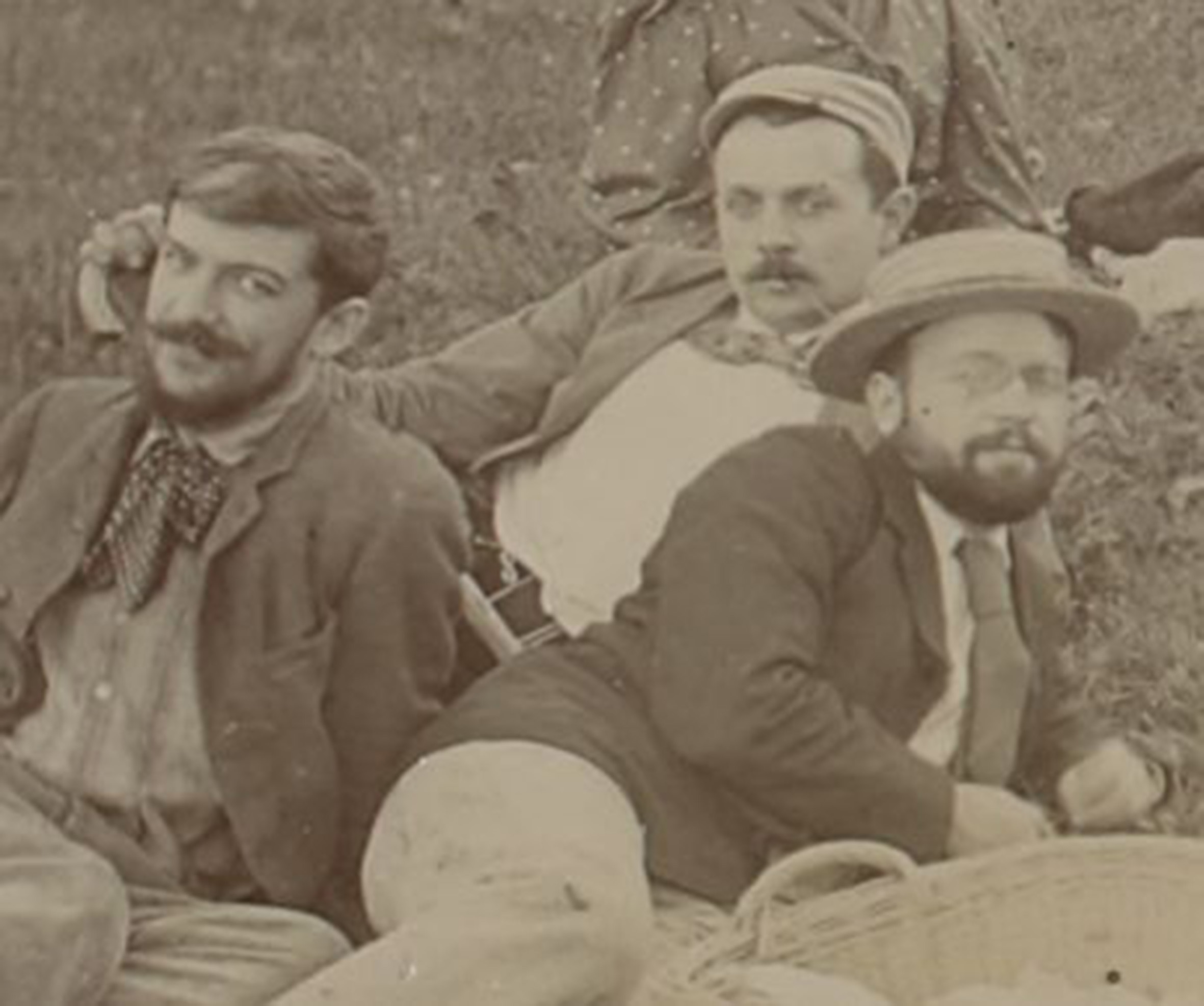
Maxime Dethomas (au centre), à Léry, vers 1895, photographie d'Augustine Bulteau.

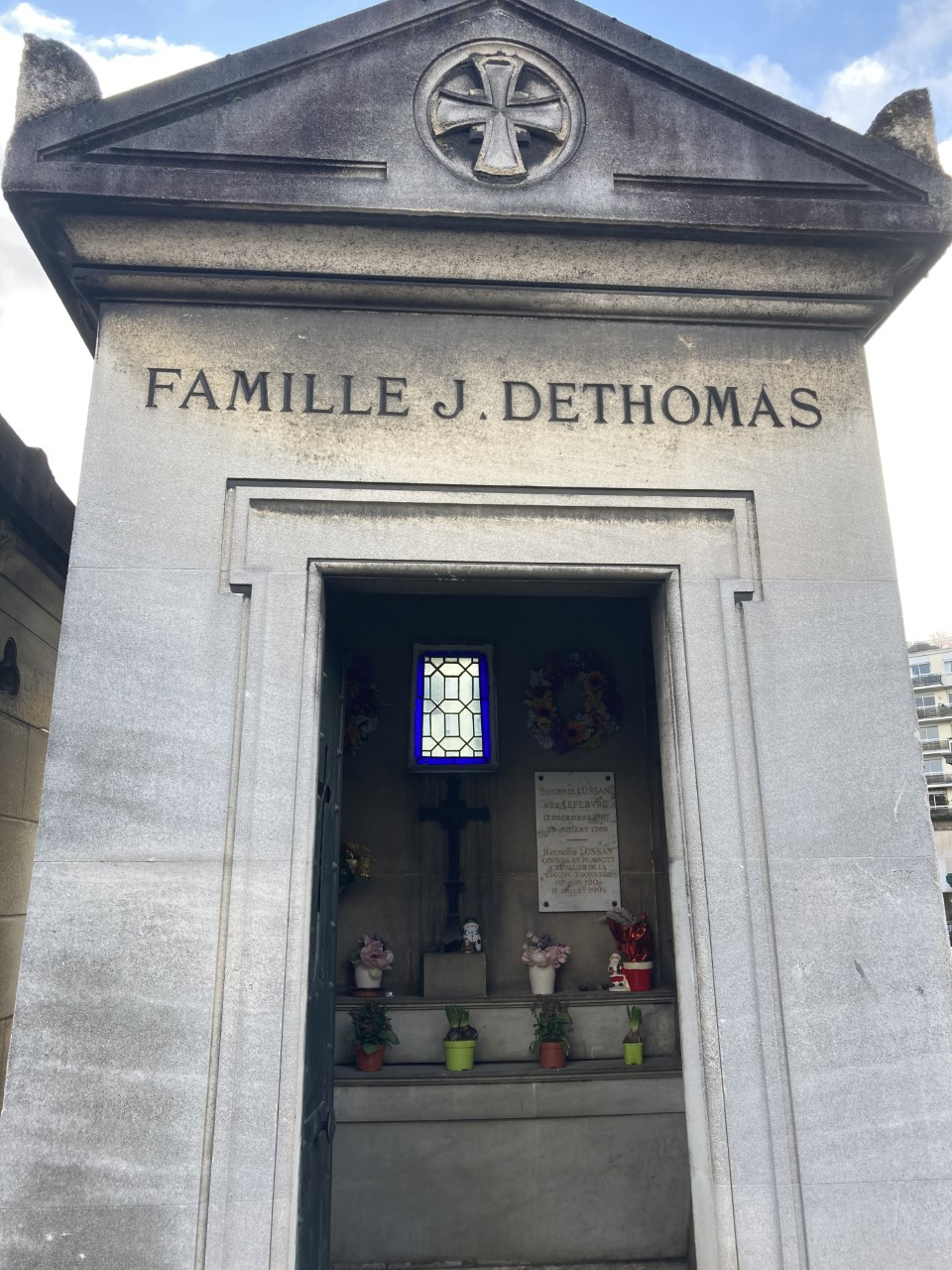
Sépulture de la famille Dethomas, Paris, cimetière de Passy.

Maxime Dethomas est le fils d'Albert Dethomas, avocat et député de la Seine-et-Marne, et de Laure-Antoinette Béchet, fille d'un grand banquier parisien associé de son grand-père Jules Dethomas au sein de la banque Béchet-Dethomas et Cie.
Maxime Dethomas était familier du salon parisien d'Augustine Bulteau, situé au 149, avenue de Wagram. Elle convia aussi son cercle à son château de Léry en Bourgogne, et attira de nombreuses célébrités : des écrivains comme Léon Daudet, Maurice Barrès, Pierre Louÿs, Henri de Régnier, ou Paul-Jean Toulet avec qui elle entretint une correspondance, des peintres comme Maxime Dethomas, Henri de Toulouse-Lautrec, Édouard Manet , des musiciens comme Gabriel Fauré, Léon Delafosse, etc.
Maxime Dethomas fut un grand ami de Toulouse-Lautrec qui fit son portrait, d'Édouard Vuillard et de Jacques Rouché.
Il est le beau-frère de Ignacio Zuloaga, qui épousa sa sœur cadette Valentine et que Dethomas introduisit auprès des artistes du groupe symboliste, comme Paul Gauguin, groupe qui exposait chez Le Barc de Boutteville (Paris, 1892-1898). 
Dethomas s'est d'abord fait connaître par des fusains rehaussés représentant des types de Paris et d'Italie, dans un style large et vigoureux, et son goût des maîtres vénitiens du XVIIIe siècle l'amena à illustrer les Esquisses vénitiennes d'Henri de Régnier. 
Il a participé à l'Exposition internationale des industries et du travail de Turin en 1911.

### Décorateur pour des spectacles
Dethomas est nommé directeur artistique de l'Opéra de Paris en 1912. Il a donné de nombreux modèles de décors et de costumes au théâtre des Arts, à la Comédie-Française, à l'Opéra-Comique, au Trianon-Lyrique (La Belle de Haguenau, 1924) et au théâtre du Châtelet. Le musée de l'Opéra de Paris conserve une partie de son œuvre.
Il est nommé chevalier de la légion d'honneur par décret du 31 octobre 1912.
Durant la Première Guerre mondiale, il perd son demi-frère, l'avocat Paul Dethomas (1882-1917), qui, en plein conflit, refuse le poste d’arrière-plan qui lui est proposé et demande à partir pour le front. Affecté dans le 234e régiment d'infanterie au grade de sous-lieutenant, il meurt au combat le 7 août 1917 au Chemin des Dames.
Maxime Dethomas est inhumé à Paris dans la chapelle familiale du cimetière de Passy.

## Œuvre

### Œuvres dans les collections publiques
- Albi, musée Toulouse-Lautrec
  - Portrait de Toulouse-Lautrec en pied, en costume de plage, 1898, fusain.
  - Femme Assise dans un parc, 1910.
- Lille, palais de Beaux-Arts : Homme mettant un pardessus, pastel.
- Marseille, musée des Beaux-Arts : Femme assise sur la plage, avant 1904, pastel[8].
- Paris, musée d'Orsay :
  - Le Solliciteur, pastel ;
  - Le Sollicité, pastel.

Œuvres de Maxime Dethomas
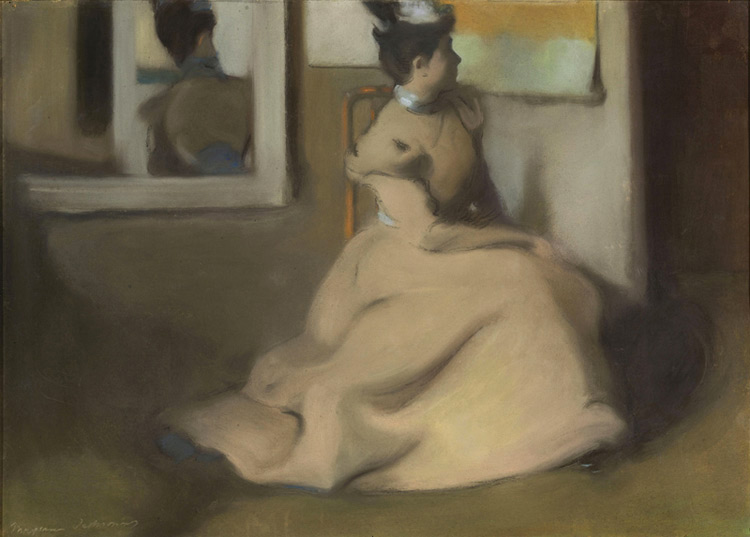
La Dame au miroir (vers 1895), Moscou, musée des Beaux-Arts Pouchkine.
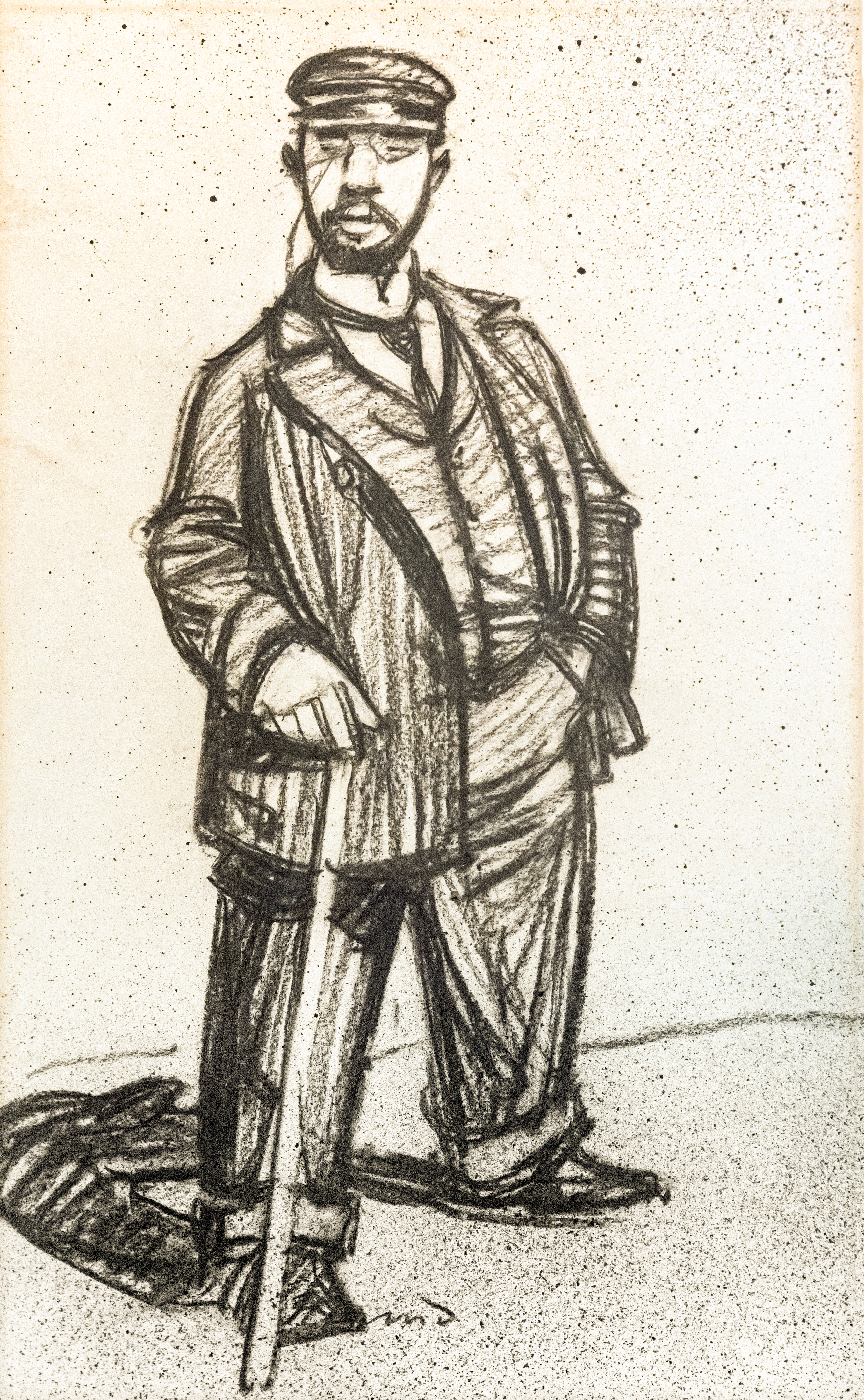
Portrait de Toulouse-Lautrec en pied, en costume de plage (1898), Albi, musée Toulouse-Lautrec.
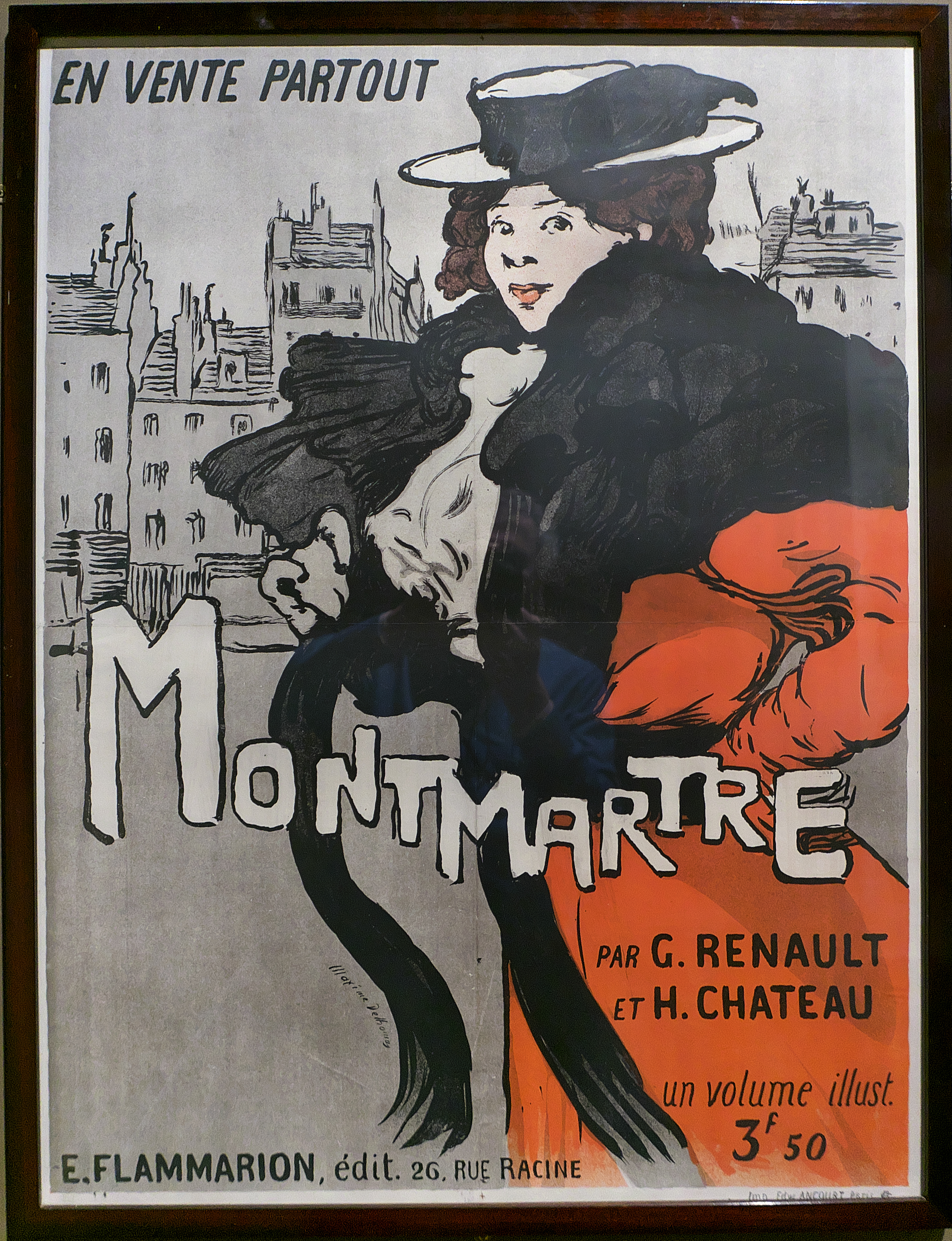
Montmartre (1900), affiche, Paris, musée de Montmartre.
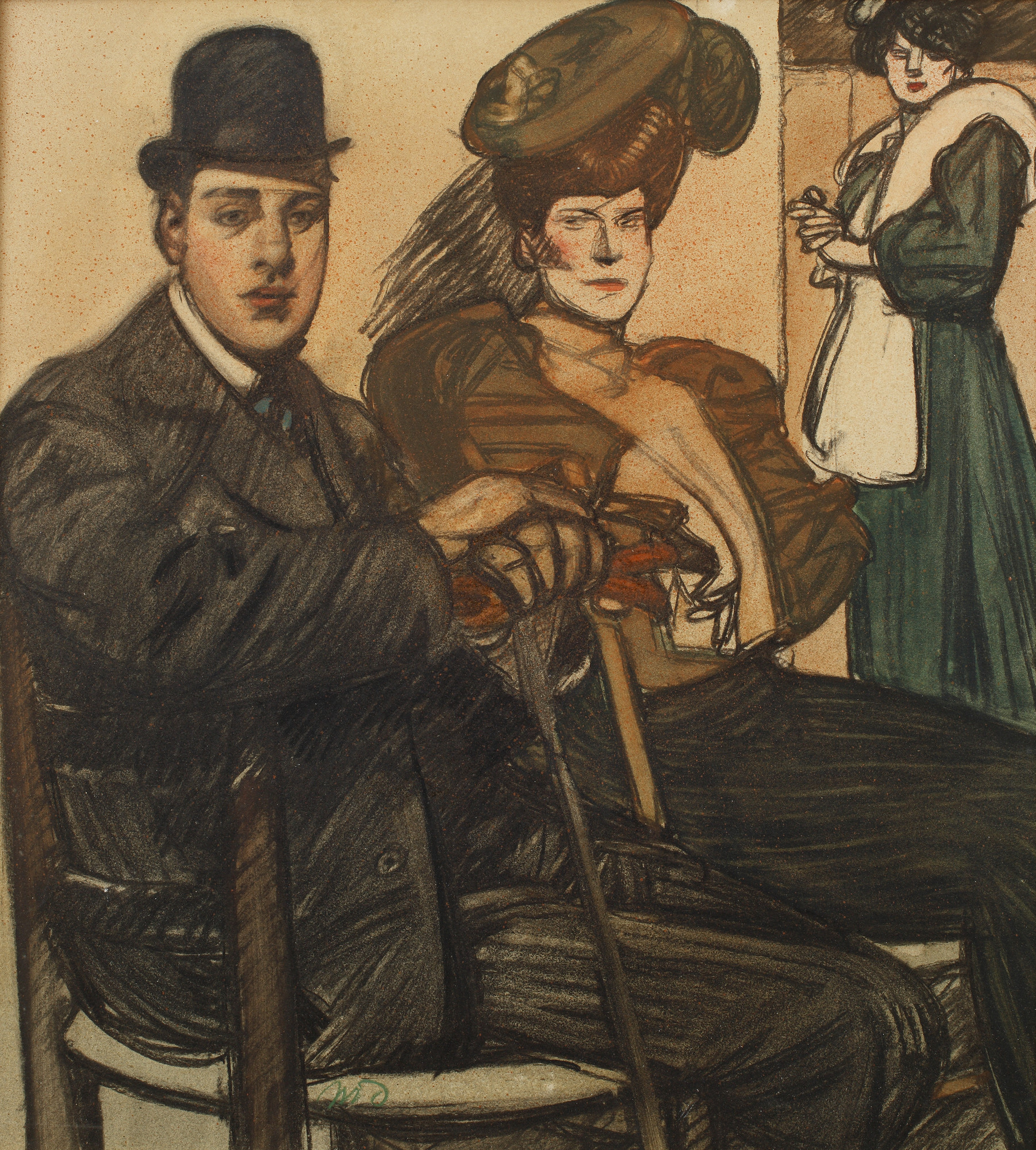
Au café (vers 1905), localisation inconnue.

### Illustrations d'ouvrages
Maxime Dethomas traduit ses dessins le plus souvent en tant que graveur sur bois, en taille-douce ou lithographe.
- Aimienne ou le détournement de mineure, roman de Jean de Tinan ; portrait de l'auteur d'après une lithographie de Henry Bataille ; couverture en lithographie de Maxime Dethomas, Mercure de France, 1899.
- Esquisses vénitiennes de Henri de Régnier, éditions Collection de l'Art décoratif, 1906.
- Amants. La douloureuse de Maurice Donnay, Arthème Fayard, [1911].
- Vieux ménages [série] d'Octave Mirbeau, Arthème Fayard, [1912].
- Amica America de Jean Giraudoux, éditions Émile-Paul frères, 1918.
- Adieu à la guerre de Jean Giraudoux, Bernard Grasset, 1919.
- La Campagne romaine, lettre à M. de Fontanes ; Cynthie de Chateaubriand, avec un avertissement par Henri Focillon, ornée de compositions gravées sur bois par Léon Pichon, imprimerie L. Pichon, 1919.
- La Plus Belle Histoire du Monde de Rudyard Kipling, Éditions René Kieffer, 1919.
- Tête d'or de Paul Claudel, Société littéraire de France, 1920.
- Dingley, l'illustre écrivain, éditeur Mornay, 1920.
- Le Diable amoureux de Cazotte, dessins originaux gravés sur bois par Émile Gasperini, Bernard Grasset, 1921.
- Scaramouche d'Arthur de Gobineau, Léon Pichon , 1922.
- Le Reste est silence… d'Edmond Jaloux, Lapina, 1924.
- La vie et l'œuvre de Claudio Monteverdi par Henry Prunières, Les éditions musicales de la Librairie de France, 1926.
- Sapho d'Alphonse Daudet, éditions Hachette, 1929.